# João II, Duque de Eslésvico-Holsácia-Sonderburgo-Plön
João II de Eslésvico-Holsácia-Sonderburgo-Plön (25 de março de 1545 - 9 de outubro de 1622) foi um duque de Eslésvico-Holsácia-Sonderburgo-Plön.

## Família
João era o quarto filho do rei Cristiano III da Dinamarca e da duquesa Doroteia de Saxe-Lauemburgo. Entre os seus irmãos estavam o rei Frederico II da Dinamarca e o rei Magno da Livónia. Os seus avós paternos eram o rei Frederico I da Dinamarca e a marquesa Ana de Brandemburgo. Os seus avós maternos eram o duque Magno I de Saxe-Lauemburgo e a duquesa Catarina de Brunsvique-Volfembutel.

## Vida
O irmão mais velho de João, o rei Frederico II da Dinamarca, ofereceu-lhe uma parte do ducado de Esléstico, Sonderburgo, como sua possessão ducal. O duque tinha uma participação activa no governo dinamarquês, por exemplo, apoiando a sua cunhada, a rainha, quando o seu sobrinho Cristiano IV ainda era menor de idade. Chegaram a haver planos para que João repudiasse a sua segunda esposa para se casar com a rainha-viúva em 1588 ou 1589.
Morreu em Glücksburg.

## Casamentos e descendência

### Primeiro casamento
João casou-se pela primeira vez no dia 19 de agosto de 1568 com a princesa Isabel de Brunsvique-Grubenhagen. Com ela teve catorze filhos:
1. Doroteia de Eslésvico-Holsácia-Sonderburgo-Plön (9 de outubro de 1569 – 5 de julho de 1593), casada com o duque Frederico IV de Legnica; com descendência.
2. Cristiano de Eslésvico-Holsácia-Ærø (24 de outubro de 1570 – 4 de junho de 1633), solteiro e sem descendência.
3. Ernesto de Eslésvico-Holsácia-Sonderburgo-Plön (17 de janeiro de 1572 – 26 de outubro de 1596), morreu aos vinte e quatro anos; sem descendência.
4. Alexandre de Eslésvico-Holsácia-Sonderburgo-Plön (20 de janeiro de 1573 – 13 de maio de 1627), casado com a condessa Doroteia de Schwarzburg-Sondershausen; com descendência.
5. Augusto de Eslésvico-Holsácia-Sonderburgo-Plön (26 de julho de 1574 – 26 de outubro de 1596), morreu aos vinte e dois anos de idade; sem descendência.
6. Maria de Eslésvico-Holsácia-Sonderburgo-Plön (22 de agosto de 1575 – 6 de dezembro de 1640), abadessa de Itzehoe.
7. João Adolfo de Eslésvico-Holsácia-Norburgo (17 de setembro de 1576 – 21 de fevereiro de 1624), solteiro e sem descendência.
8. Ana de Eslésvico-Holsácia-Sonderburgo-Plön (7 de outubro de [[1577 – 30 de janeiro de 1616), casada com o duque Bogislau XIII da Pomerânia-Barth; sem descendência.
9. Sofia de Eslésvico-Holsácia-Sonderburgo-Plön (30 de maio de 1579 – 3 de junho de 1658), casada com o duque Filipe II da Pomerânia-Barth; sem descendência.
10. Isabel de Eslésvico-Holsácia-Sonderburgo-Plön (24 de setembro de 1580 – 21 de dezembro de 1653), casada com o duque Bogislau XIV da Pomerânia-Barth; sem descendência.
11. Frederico de Eslésvico-Holsácia-Sonderburgo-Norburgo (26 de outubro de 1581 – 22 de julho de 1658), casado com a duquesa Juliana da Saxónia; com descendência.
12. Margarida de Eslésvico-Holsácia-Sonderburgo (24 de fevereiro de 1583 – 10 de abril de 1638), casada com o conde João VII, Conde de Nassau-Siegen; com descendência.
13. Filipe de Eslésvico-Holsácia-Sonderburgo-Glucksburgo (15 de março de 1584 – 27 de setembro de 1663), casado com a duquesa Sofia Edviges de Saxe-Lauemburgo; com descendência.
14. Alberto de Eslésvico-Holsácia-Sonderburgo-Plön (16 de abril de 1585 – 30 de abril de 1613), morreu aos vinte e oito anos de idade; sem descendência.

Isabel morreu em 1586.

### Segundo casamento
João casou-se uma segunda vez, desta vez com a princesa Inês Edviges de Anhalt, no dia 14 de fevereiro de 1588 de quem teve mais nove filhos:
1. Leonor de Eslésvico-Holsácia-Sonderburgo-Plön (4 de abril de 1590 – 13 de abril de 1669), solteira e sem descendência.
2. Ana Sabina de Eslésvico-Holsácia-Sonderburgo-Plön (7 de março de 1593 – 18 de julho de 1659), casada com o duque Júlio Frederico de Vurtemberga; com descendência.
3. João Jorge de Eslésvico-Holsácia-Sonderburgo-Plön (9 de fevereiro de 1594 – 25 de janeiro de 1613), morreu aos dezoito anos de idade; sem descendência.
4. Joaquim Ernesto I Eslésvico-Holsácia-Sonderburgo-Plön (29 de agosto de 1595 – 5 de outubro de 1671), casado com a duquesa Doroteia Augusta de Holsácia-Gottorp; com descendência.
5. Doroteia Sibila de Eslésvico-Holsácia-Sonderburgo-Plön (13 de julho de 1597 - 21 de agosto de 1597), morreu com um mês de idade.
6. Bernardo de Eslésvico-Holsácia-Sonderburgo-Plön (12 de abril de 1601 - 26 de abril de 1601), morreu com poucos dias de idade.
7. Inês Madalena de Eslésvico-Holsácia-Sonderburgo-Plön (17 de novembro de 1602 - 17 de maio de 1607), morreu aos quatro anos de idade.
8. Leonor Sofia de Eslésvico-Holsácia-Sonderburgo (24 de fevereiro de 1603 – 5 de janeiro de 1675), casada com o príncipe Cristiano II de Anhalt-Bernburgo; com descendência.